# Sandra Azón Canalda
Sandra Azón Canalda (Barcelona, 12 de novembre de 1973) és una regatista catalana, ja retirada.
Membre del Club Nàutic el Masnou, fou campiona d'Espanya en classe 420 juntament amb la seva germana Mònica el 1989. Posteriorment, va competir en la classe 470 amb Natalia Via Dufresne, aconseguint el Campionat d'Europa el 2003 i dues medalles de bronze el 2000 i 2001, així com dues medalles de bronze al Campionat del Món de 2000 i 2001. En la classe Yngling, amb la seva germana Mònica i Graciela Pisonero, va aconseguir dos Campionats del món, 2002 i 2006, i un d'Europa, 2006. També va competir en els Jocs Olímpics de Sidney 2000, Atenes 2004, aconseguint la medalla de plata juntament amb Natàlia Via-Dufresne en la classe 470, i Pequín 2008. D'altra banda, ha participat en diverses competicions amb l'Azón Team, arribant a ser primera del rànquing mundial de la Federació Internacional de Vela.
Entre d'altres reconeixements, ha rebut el World Sailor of the Year Award de la ISAF el 1996, la medalla del Comitè Olímpic Espanyol el 2005 i el premi Esportista català de l'any 2006.